# Цыхай
Цыхай (кит. 辞海, пиньинь Cíhǎi — «Море слов») — один из крупнейших и наиболее авторитетных толково-энциклопедических словарей китайского языка. Первое издание вышло в 1936 году, и с тех пор словарь регулярно переиздаётся, оставаясь важным справочным изданием для изучения китайской лексики, культуры и истории. «Цыхай» считается одним из важнейших лексикографических трудов Китая, наряду с такими изданиями, как «Канси цзыдянь» и «Чжунхуа дацзыдянь». Он широко используется в образовании, науке и повседневной жизни.

## История создания
Идею создания «Цыхай» предложил в 1915 году Лу Фэйкуй, директор издательства Чжунхуа, в 1915 году. Первое издание, выпущенное в 1936 году. Редакторами были Шу Синьчэн, Шэнь И, Сюй Юаньгао и Чжан Сян. Издание включало толкования слов, исторические справки, литературные примеры и научные термины. В дальнейшем словарь неоднократно дополнялся и перерабатывался, отражая изменения в языке и обществе.

## Содержание и структура
«Цыхай» сочетает функции толкового словаря и энциклопедии. В нём представлены:
- Толкования иероглифов и слов с примерами употребления.
- Исторические, географические и биографические статьи.
- Научные и технические термины.
- Фразеологизмы, цитаты из классической литературы.

Седьмое издание (2021) содержит около 130 000 статей и  23,5 млн иероглифов (почти на миллион больше, чем в предыдущем издании), 18 тыс. иллюстраций.

## Цифровая версия
С 2021 года доступна онлайн-версия «Цыхай» (на основе 7-го издания) с расширенными функциями:
- Удобный поиск по статьям.
- Многоуровневые карты знаний для навигации по связанным понятиям.
- Аудиозаписи произношения.
- Информация о каллиграфии и порядке написания черт.

Для доступа к полному контенту требуется регистрация с китайским номером телефона.